# تپه قلعه کهنه (قه لاکون)
تپه قلعه کهنه (قه لاکون) مربوط به دوران‌های تاریخی پس از اسلام است و در شهرستان قروه، بخش دهگلان، روستای قوری چای واقع شده و این اثر در تاریخ ۱۱ مرداد ۱۳۸۴ با شمارهٔ ثبت ۱۲۶۷۹ به‌عنوان یکی از آثار ملی ایران به ثبت رسیده است.